# Lands of Lore: The Throne of Chaos
Lands of Lore: The Throne of Chaos es un videojuego de rol en tiempo real presentado en primera persona, primera entrega de la serie Lands of Lore. Fue desarrollado por Westwood Studios y distribuido por Virgin Interactive Entertainment. Su interfaz es similar a la que empleaban los videojuegos Dungeon Master y Eye of the Beholder.

## Argumento
El rey Ricardo es el soberano del reino de Gladstone y comandante del Ejército Blanco. El castillo de Gladstone es la sede de la corte y base de la alianza de las razas superiores de las Tierras -dracoides, hulinos, humanos y thomgogs- en su lucha contra el Ejército Oscuro. El rey Ricardo está preocupado por las últimas noticias sobre los avances de Scotia, una vieja hechicera líder del Ejército Oscuro, quien recientemente habría recuperado de las minas de Urbish el artefacto conocido como Máscara de Nether, un anillo que da a su portador el poder de transformarse en cualquier ser humano o criatura. Ricardo teme que, de esta forma, Scotia pueda acercarse lo suficiente a él y asesinarlo. Por ello, busca un campeón para su causa, dispuesto a detener los planes de Scotia.
Con este objeto, el jugador tiene que elegir uno de entre los cuatro personajes disponibles:
- Ak'shel, un dracoide, antigua raza de reptiles humanoides, con un don natural para la magia.
- Michael, un guerrero humano algo tosco, especializado en el combate cuerpo a cuerpo.
- Kieran, un hulino, antigua raza de felinos homínidos caracterizados por su gran agilidad.
- Conrad, otro ser humano, el personaje más equilibrado en cuanto a poderes y destrezas.

## Versiones
El juego fue aclamado por la crítica y el público, y estuvo seguido de dos relanzamientos: una versión talkie en CD-ROM, publicada en 1994, que ponía voz a los personajes e incluía una presentación histórica de las Tierras ('Lore of the Lands') narrada por Patrick Stewart, que también interpretó al rey Ricardo; y la serie especial White Label, lanzada en Europa en 1996.

## Recepción
En 1993 el juego fue evaluado en la columna Eye of the Monitor de la revista Dragon por Sandy Petersen. Petersen dio al juego 4 de 5 estrellas.
Por su parte, en su obra Dungeons and Desktops: the History of Computer Role-Playing Games, publicada en 2008, Matt Barton dijo que Lands of Lore es "fácil de aprender a jugar y al mismo tiempo un desafío", concluyendo que se trata de "un juego totalmente cautivador, tan divertido hoy en día como lo fue en 1993".